# Jutuldalen
Das Jutuldalen (norwegisch für Tal der Riesen) ist ein Tal im ostantarktischen Königin-Maud-Land. In der Gjelsvikfjella liegt es in der Umgebung des Jutulhogget.
Wissenschaftler des Norwegischen Polarinstituts benannten es 2007 in Anlehnung an die Benennung des benachbarten Berges.